# مدافن جبيل الملكية
مدافن جبيل الملكية هي مجموعة من تسعة مقابر بمهاوي دفن تحت الأرض ترجع للعصر البرونزي وتضم نواويس للعديد من ملوك بيبلوس (جبيل المعاصرة)، وهي مدينة ساحلية لبنانية، وواحدة من أقدم المدن المأهولة في العالم. ارتبطت المدينة بعلاقات تجارية وثيقة مع مصر خلال العصر البرونزي، نتج عنها تأثير مصري بارز على الثقافة المحلية والممارسات الجنائزية. ضاع موقع جبيل القديمة بين صفحات التاريخ، حتى أُعيد اكتشافه في أواخر القرن التاسع عشر على يد الباحث التوراتي والمستشرق الفرنسي إرنست رينان. تقع خرائب المدينة القديمة على قمة تلة في المنطقة المجاورة مباشرةً لمدينة جبيل الحديثة. حفرت سلطات الانتداب الفرنسي خنادق تنقيبية وأجرت حفريات متواضعة كشفت عن نقوش بالهيروغليفية المصرية. أثار هذا الاكتشاف اهتمام علماء الغرب، مما دفعهم إلى إجراء مسوحٍ منهجيّةٍ للموقع.
تسببت الأمطار الغزيرة بانهيار أرضي في منحدر جبيل الساحلي في 16 فبراير 1922، مما كشف عن مقبرة سفلية بها ناووسٍ حجريٍّ ضخمٍ، وقد استكشفها عالم النقوش والآثار الفرنسي شارل فيرولو. أجرى عالم المصريات الفرنسي بيير مونتيه حفريات مكثفة حول موقع المقبرة، فاكتشف ثمانية أضرحة إضافية ومهاوي دفن، وتتألف كل مقبرة من مهوى دفن عمودي متصل بغرفة دفن أفقية أدناه. صنف مونتيه المقابر إلى مجموعتين؛ تعود مقابر المجموعة الأولى إلى العصر البرونزي الوسيط وتحديداً القرن التاسع عشر قبل الميلاد وكان بعضها سليماً وضمت عدة قطع أثرية قيمة في الغالب، بما في ذلك الهدايا الملكية من فراعنة المملكة الوسطى أمنمحات الثالث وأمنمحات الرابع، والحَلْيُ المصنوعة محلياً على الطراز المصري، وأواني تقديم الطعام المختلفة. تعرضت جميع قبور المجموعة الثانية للسرقة خلال العصور القديمة، مما تسبب في صعوبة التأريخ الدقيق لها، لكن الآثار تشير إلى أن بعض المقابر استُخدمت إبان العصر البرونزي المتأخر (من القرن السادس عشر إلى القرن الحادي عشر قبل الميلاد).
عُثر على سبعة نواويس حجرية بالإضافة إلى مرفقات جنائزية، فيما بدا أن غرف الدفن التي لم تضم نواويس، احتوت توابيتاً خشبيةً تآكلت بمرور الوقت. كانت النواويس بلا زخرفة، باستثناء ناووس أحيروم. يشتهر هذا التابوت بنقشه الفينيقي، وهو واحدٌ من خمسة نقوش تُعرف باسم نقوش جبيل الملكية، ويعتبر أقدم مثالٍ معروفٍ للأبجدية الفينيقية المطورة بالكامل. ربط مونتيه وظيفة مقابر جبيل بعمل المصاطب المصرية، حيث يُعتقد أن روح المتوفى تحلق خارجة من غرفة الدفن، عبر فتحة المدخل الجنائزي، إلى المذبح الصغير على سطح الأرض حيث يمارس الكهنة طقوسهم.

## خلفية تاريخية

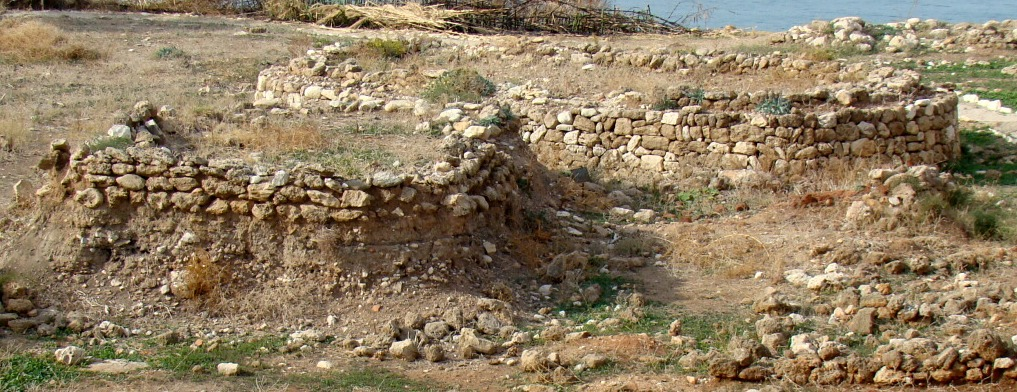
أكواخ من العصر الحجري الحديث في الحديقة الأثرية

تعتبر بيبلوس (جبيل) واحدة من أقدم المدن المأهولة بالسكان في العالم. وقد اتخذت عدة أسماء على مر العصور؛ فظهرت باسم «كبني» في السجلات المصرية بالهيروغليفية إبان حكم الأسرة الرابعة، وكذلك وردت باسم جُبلة (𒁺𒆷) بالحروف المسمارية الأكادية في رسائل العمارنة خلال عهد الأسرة الثامنة عشرة في مصر. وذُكرت في النقوش الفينيقية خلال الألفية الثانية قبل الميلاد، مثل نقش ناووس أحيروم، باسم جِبال (𐤂𐤁𐤋، «جبل»)، وهو مشتق من جب (𐤂𐤁، «بئر»)، وعل (𐤀𐤋، «إله»). وهكذا يبدو أن الاسم كان يعني «بئر الإله». يوجد معنى آخر لاسم جِبال وهو «مدينة جبلية»، المشتق من كلمة جوبال الكنعانية. أما «بيبلوس» فهو اسم أجنبي إغريقي جاء متأخراً بكثير، ومن المحتمل أنه تحريف لجِبال. كانت المستوطنة القديمة تقع على هضبة متاخمة تقابل البحر والتي ظلت مسكونة بلا انقطاع منذ 7000-8000 ق.م. كُشف عن مبان سكنية بسيطة دائرية ومستطيلة وجِرار دفن ترجع إلى العصر النحاسي في جبيل. نمت المستوطنة خلال العصر البرونزي، وأصبحت مركزاً رئيسياً للتجارة مع بلاد الرافدين والأناضول وكريت ومصر.
سعت مصر إلى الحفاظ على علاقات وثيقة مع جبيل نظراً لحاجتها إلى الخشب المتوفر بكثرة في جبال لبنان. كانت جبيل تقع في منطقة النفوذ المصري خلال عصر المملكة المصرية القديمة (قرابة 2686 ق.م.–2181 ق.م.). دمر الأموريون المدينة قرابة 2150 ق.م.، عقب فراغ السلطة الذي تلا نهاية المملكة القديمة. ومع ذلك، ومع ظهور المملكة المصرية الوسطى (قرابة 1991 ق.م. - قرابة 1778 ق.م.)، أعيد بناء جدران ومعابد جبيل الدفاعية، وتحالفت مع مصر مُجدداً. سقطت دلتا النيل في مصر والمدن الساحلية الفينيقية في أيدي الهكسوس مع انهيار المملكة الوسطى في 1725 ق.م. وبعد قرن ونصف، طردت مصر الهكسوس وأعادت فينيقيا إلى نفوذها، ودافعت عنها بقوة ضد الغزوات الميتانية والحيثية. خلال هذه الفترة، ازدهرت التجارة الجبيلتية، وتطورت أول أبجدية صوتية فيها. من 22 حرفاً ساكناً وكانت بسيطة للغاية فكان يستخدمها عامة التجار.
تدهورت العلاقات مع مصر مرة أخرى في منتصف القرن الرابع عشر، كما تشهد على ذلك مراسلات العمارنة مع أمير جبيل ريب عدي. تكشف الرسائل عن عجز مصر على الدفاع عن جبيل وأراضيها ضد الغزو الحيثي. عادت الهيمنة المصرية على جبيل في عهد رمسيس الثاني؛ ومع ذلك، دمرت شعوب البحر المدينة بعد فترة وجيزة قرابة 1195 ق.م. ضعفت مصر خلال هذا الوقت، وبالتالي شهدت فينيقيا فترة من الازدهار والاستقلال. تُظهر قصة ون آمون، التي تُعاصر هذه الفترة، العلاقات المستمرة والفاترة بين حاكم جبيل والمصريين.
أثرت العلاقات طويلة الأمد مع مصر على الثقافة المحلية والممارسات الجنائزية تأثيراً كبيراً. حيث ظهرت عادات الدفن العمودي [الإنجليزية] المستوحاة من مصر خلال فترة الحكم المصري.

## تاريخ الحفريات

### البحث عن المدينة القديمة

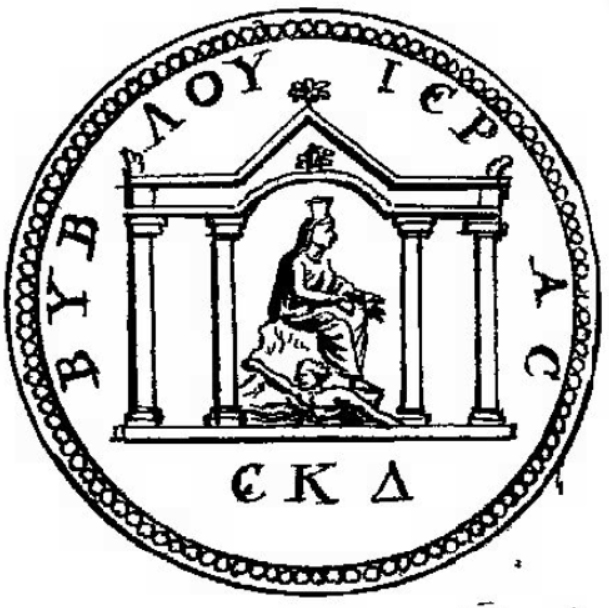
نقش على ظهر عملة من عصر إيل جبل مع تصوير يجسد مدينة جبيل. استخدم رينان النقش كدليل لتحديد موقع المدينة القديمة.

أشارت النصوص والمخطوطات القديمة إلى موقع جِبال الذي ضاع بين طيات التاريخ حتى أعيد اكتشافه في منتصف القرن التاسع عشر. قام الباحث التوراتي والمستشرق الفرنسي إرنست رينان بمهمة أثرية في لبنان وسوريا زمن الحملة الفرنسية في المنطقة في 1860. اعتمد رينان على كتابات المؤرخ والجغرافي اليوناني القديم سترابو في محاولته تحديد موقع المدينة. حدد سترابو مدينة جبيل على أنها مدينة تقع على تلة تبعد مسافة ما عن البحر. وقد ضلل هذا الوصف العلماء، ومن بينهم رينان الذي اعتقد أن المدينة تقع في منطقة قصوبة المجاورة، لكنه خلص إلى أن هذا التل كان أصغر من أن يحتضن مدينة قديمة كبيرة.
افترض رينان على نحو صحيح أن جبيل القديمة لا بد أنها كانت قائمة على قمة التل الدائري الذي تهيمن عليه قلعة جبيل الصليبية، على المشارف المباشرة للمدينة الحديثة. لقد استند في افتراضه إلى ظهر عملة رومانية تعود إلى عصر إيل جبل تصور تمثيلاً للمدينة مع نهر يجري أدناها، وافترض أن النهر المعني هو المجرى الذي يلتف حول تل القلعة. لذا حفر خندقين طويلين بدءًا من القلعة؛ وكشف الخندقان عن قطع أثرية قديمة تثبت بما لا يقبل الشك أن جبيل هي نفسها مدينة جِبال/بيبلوس القديمة.

### الحفريات الأثرية الأولية

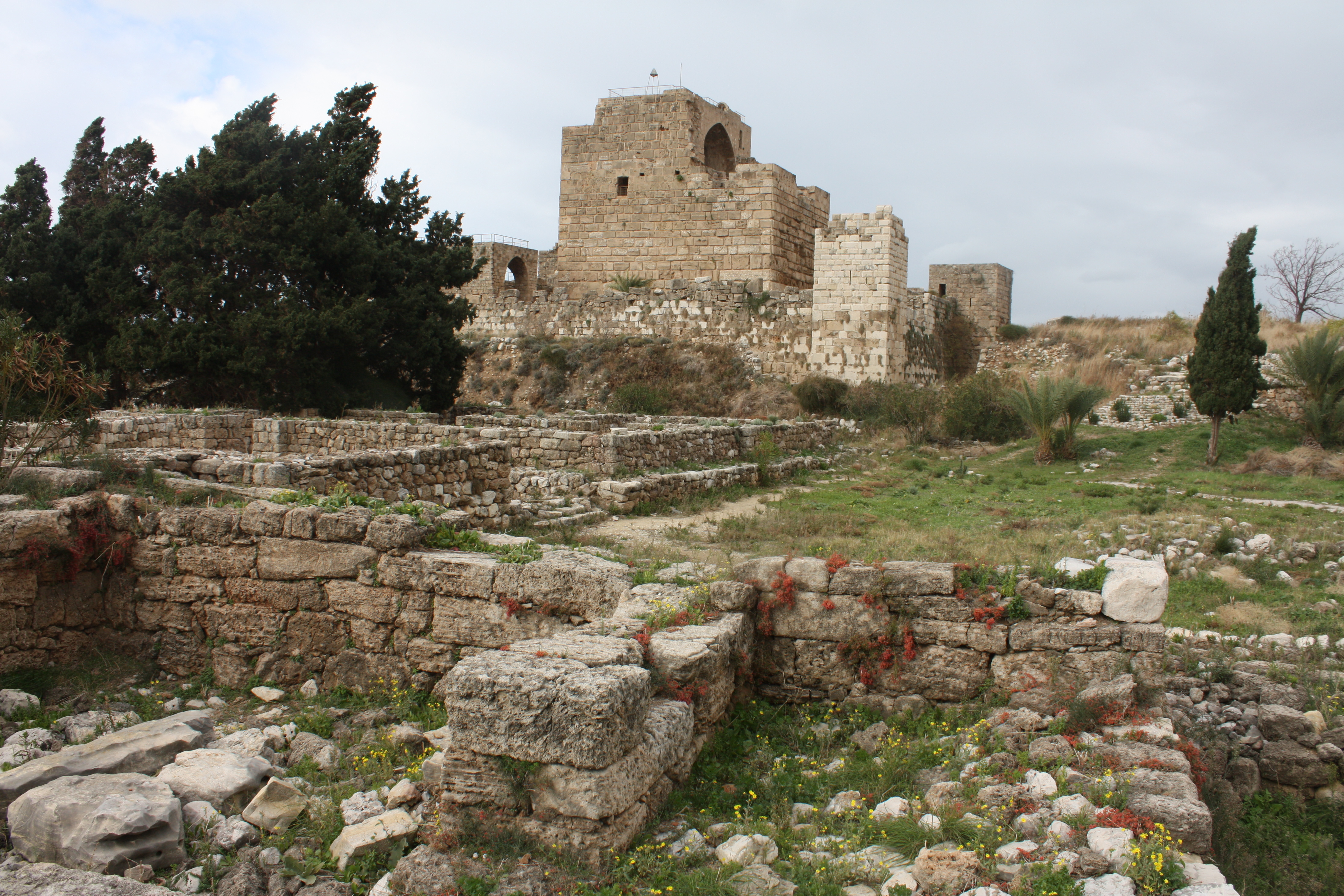
أطلال معبد فينيقي مع قلعة جبيل في الخلفية

أنشأ المفوض السامي العام هنري غورو مصلحة الآثار في لبنان خلال فترة الانتداب الفرنسي. وعين عالم الآثار الفرنسي جوزيف شامونارد لرئاسة المصلحة المنشأة حديثاً. خلف شامونارد عالم النقوش وعالم الآثار الفرنسي تشارلز فيرولو اعتبارًا من 1 أكتوبر 1920. أعطت المصلحة الأولوية للحفريات الأثرية في بلدة جبيل حيث عثر رينان على آثار قديمة.
أرسل بيير مونتيه، أستاذ علم المصريات في جامعة ستراسبورغ، خطاباً إلى عالم الآثار الفرنسي البارز تشارلز سيمون كليرمون جانو في 16 مارس 1921، يصف فيه النقوش المصرية المنقوشة التي اكتشفها خلال بعثة أثرية في 1919 في جبيل. موَّل كليرمون جانو، المفتون بالأمر، المسح المنهجي للموقع، الذي كان يعتقد أنه يحتوي على معبد مصري. واُختير مونتيه لرئاسة أعمال التنقيب، فوصل إلى بيروت في 17 أكتوبر 1921. افتتحت سلطات الانتداب الفرنسي أعمال التنقيب في جبيل في 20 أكتوبر 1921، وكانت عبارة عن بعثات سنوية مدة كل منها ثلاثة أشهر.

### اكتشاف المدافن الملكية

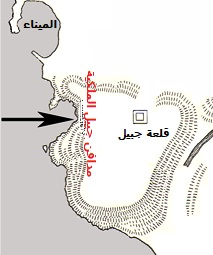
موقع المدافن

تسببت الأمطار الغزيرة في 16 فبراير 1922، في انهيار أرضي على منحدر جبيل الساحلي، مما أدى إلى ظهور تجويف تحت الأرض من صنع الإنسان. وفي اليوم التالي أبلغ المستشار الإداري لجبل لبنان مصلحة الآثار بالانهيار الأرضي وأعلن عن اكتشاف مقبرة قديمة تحت الأرض تحتوي على ناووس كبير مُغلق. أَمَنَ مدير جبيل الشيخ وديع حبيش محيط المنطقة لإبعاد صائدي الكنوز. وصل فيرول إلى الموقع لمسح محتويات المقبرة المكتشفة وجردها؛ واستمر في الإشراف على الحفريات وفتح الناووس المكتشف في 26 فبراير 1922. عثر مونتيه على مقبرة ثانية (المقبرة 2) في أكتوبر 1923؛ أدى هذا الاكتشاف إلى إجراء مسح منهجي للمنطقة المحيطة في خريف 1923. ترأس مونتيه أعمال التنقيب في جبيل القديمة حتى 1924، وخلال هذه الفترة اكتشف سبعة مقابر أخرى، ليصل العدد الإجمالي إلى تسعة. خلف عالم الآثار الفرنسي موريس دوناند مونتيه في 1925 وواصل عمل سلفه في التل الأثري لمدة أربعين عاماً أخرى.

## موقعها
تقع مدينة جِبال/بيبلوس القديمة (جبيل حالياً) على بعد 33 كم (21 ميل) شمال بيروت، جنوب مركز المدينة الذي يعود تاريخه إلى القرون الوسطى. على رعن ساحلي يتكون من تلتين يفصل بينهما وهدة. زود بئر عمقه 22 م (72 ق) المستوطنة بالمياه العذبة. كانت تلة جبيل الأثرية المحصنة بشدة محاطة بميناءين يستخدمان للتجارة البحرية. تقع مدافن جبيل الملكية وهي مقبرة نصف دائرية على قمة الرعن، فوق نتوء يطل على مينائي المدينة، داخل أسوار جبيل القديمة.

## وصفها

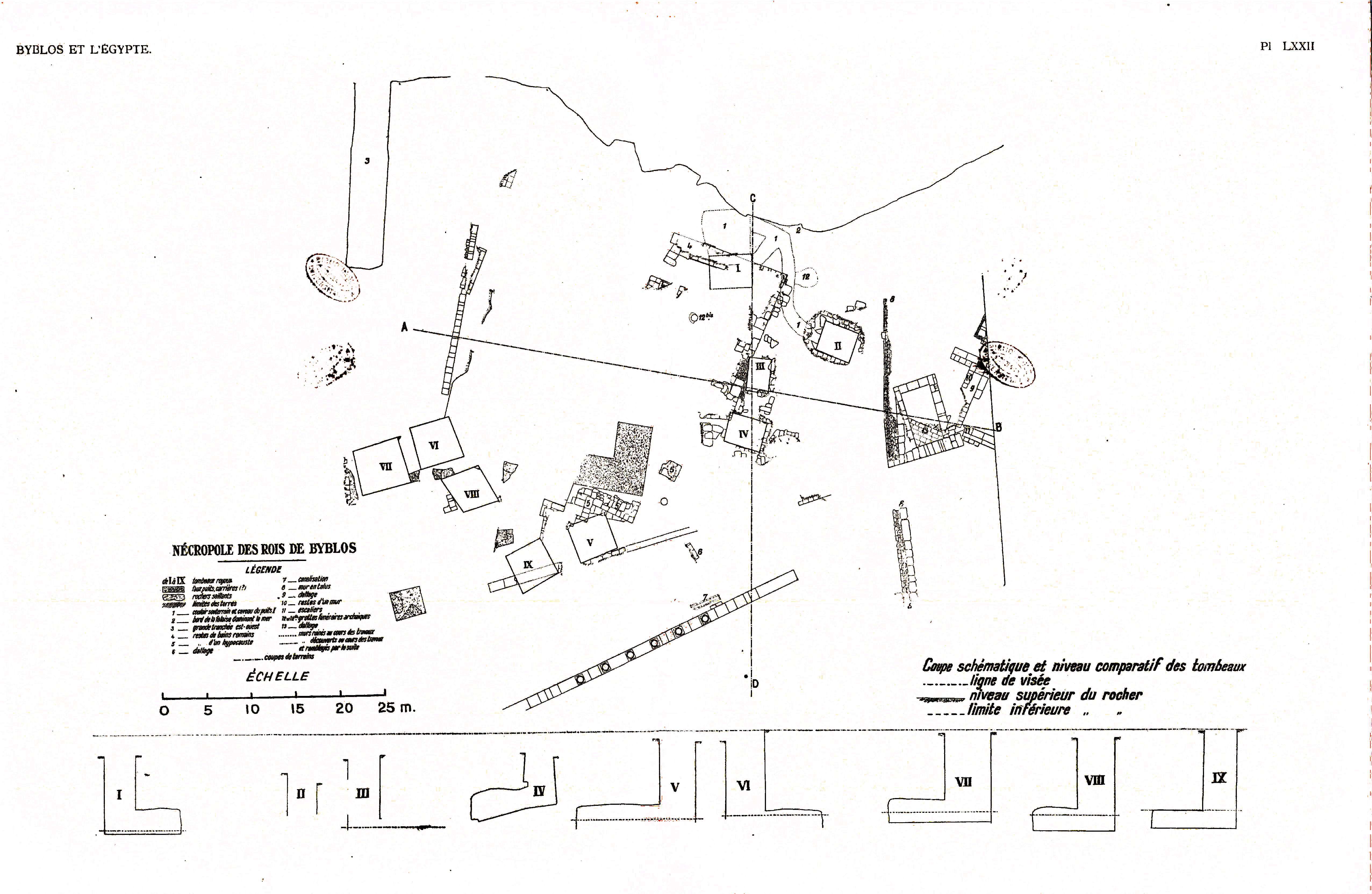
توضح خريطة مونتيه موقع المدافن الملكية لجبانة جبيل وتنسيقها.

خصص مونتيه أرقاماً للمقابر الملكية وصنفها إلى مجموعتين: المجموعة الأولى الشمالية وتضمنت المقابر من 1 إلى 4؛ كانت هذه ذات تاريخ بناء أقدم وشُيدت بدقة. أفرغ اللصوص القدامى المقبرتين 3 و4 من محتوياتهما، في حين ظلت المقبرتان الأخرتان سليمتين.
أما المجموعة الثانية من المقابر فتقع في الجانب الجنوبي من الجبانة، وتضم المقابر من 5 إلى 9. كانت المقابر من 5 إلى 8 ذات نوعية بناء رديئة مقارنة بالمقابر الشمالية، وحُفرت بالطين بدلاً من الصخور في فترة زمنية لاحقة. احتفظت المقبرة 9 فقط بأدلة على البناء الدقيق الذي يذكرنا بالمقابر السابقة. وتشير القطع الخزفية المكتشفة في هذه المقبرة، والتي تحمل اسم أبيشيمو بالهيروغليفية المصرية، إلى أن تاريخ بنائها كان أقرب إلى تاريخ المجموعة الشمالية. وكان اللصوص القدماء قد اقتحموا جميع مقابر المجموعة الثانية.

### المقبرتان 1 و2
تتألف المقبرة 1 من قبر عمودي مربع بعرض 4 م (13 ق) وعمق 12 م (39 ق) يتيح الوصول إلى غرفة الدفن تحت الأرض المنحوتة جزئياً من الصخور الصلبة وجزئياً من الطين. انهار الجدار الغربي الذي عزلها عن الجرف الساحلي الخارجي خلال الانهيار الأرضي في 1922. ولم تتأثر المقتنيات الجنائزية بالانهيار الأرضي. اكتشف المنقبون داخل حجرة الدفن عدة جرار فخارية في الطين الرطب، وناووس كبير من الحجر الجيري الأبيض له ثلاث عروات بارزة على غطائه تتيح حمله.

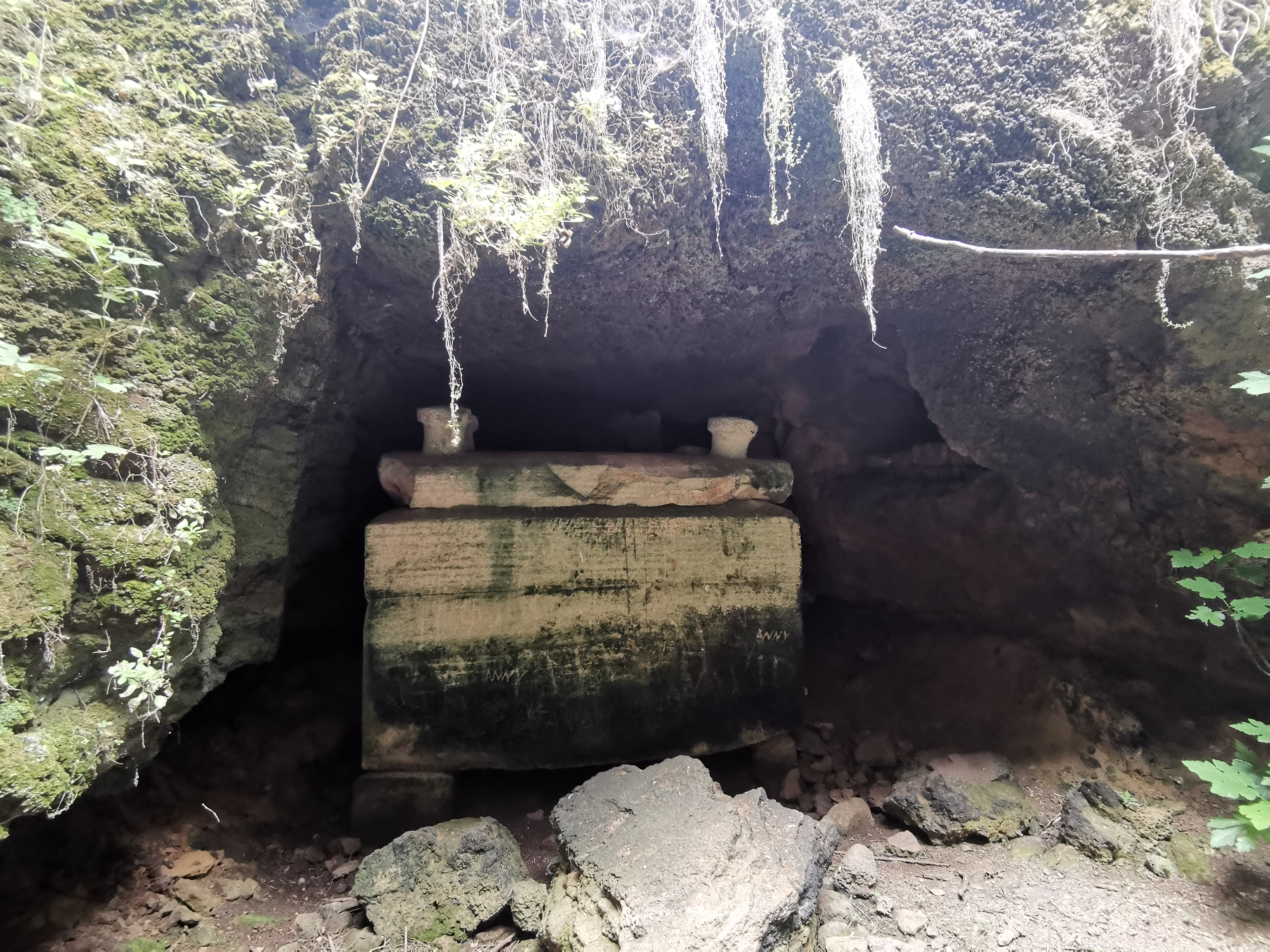
ناووس أبيشيمو (المقبرة 1)، محفوظ في مكانه

وُضع الناووس في اتجاه الشمال والجنوب. توجد فتحة منحوتة في الصخر على ارتفاع 1 م (3.3 ق) على الجدار الشمالي لغرفة المقبرة 1، في مواجهة الناووس مباشرة. تقود الفتحة إلى ممر بارتفاع 1.8 م (5.9 ق) وعرض 1.2 متر (3.9 ق) إلى 1.5 متر (4.9 ق) يصل إلى الجانب الجنوبي من القبر العمودي الثاني. ويرتبط الممر نفسه برواق يخرج من الزاوية الشمالية الغربية لقبر المقبرة 1. يُفضي الممر على شكل حرف (S)، على جانبه الشمالي في منتصف الطريق بين المقبرة الأولى وقبر المقبرة 2، إلى فتحة صغيرة غير مميزة تتيح الوصول إلى تجويف ذو قطع دائري غير منصقل يضم قبراً مهجوراً.
كان هناك جدار خشن يفصل غرفة المقبرة 1 عن مدخلها العمودي. كان المدخل العمودي مملوءاً حتى حافته بالحجارة والملاط. وقد استُخدمت المادة نفسها لبناء منصة حول المدخل العمودي، وقد نُصبت أساسات مبنى يشبه المصطبة فوقه. لم يتبق سوى القليل من الهيكل المستوحى من الطراز المصري لأنه استُبدل بحوض من العصر الروماني. لم يكن المدخل العمودي للمقبرة الثاني مغلقاً بالحجارة والملاط، على عكس المدخل العمودي للمقبرة 1، ولكن ببساطة بالتراب. غطت بلاطة سميكة مكونة من خمسة إلى ستة صفوف من الكتل المدخل العمودي ووفرت أساساً للبناء الذي لم يبق منه سوى عدد قليل من كتل الأبنية.
مدخل المقبرة 2 أقل عمقاً من المقبرة 1؛ يفصله مدماك واحد عن حجرة الدفن. لم تكن المقبرة 2 تحتوي على أي أوعية دفن عند اكتشافها. وغرق عدد من الجرار الفخارية وغيرها من القطع الأثرية في طبقة سميكة من الطين، وتضررت بعض الجرار بسبب سقوط شظايا صخرية من سقف الغرفة. يبلغ ارتفاع سقف غرفة الدفن في المقبرة 2 3.5 م (11 ق) في وسط الغرفة، وينحدر إلى ارتفاع 1 م فقط (3.3 ق) عند جدارها الشمالي. عُثر على أربعة حجارة في وسط الغرفة، كانت تدعم تابوتاً خشبياً تفتت، تاركاً مقتنيات جنائزية غنية متناثرة في الطين.
أثبت مونتيه أن المقبرتين 1 و2 لم تُقتحما قبل اكتشافهما في 1922-1923، على عكس ما ذكره سلفه فيرولود. عثر فيرولود على شظايا زجاج موجودة في جدار حجرة المقبرة 1 وافترض أنها تعود إلى العصر الروماني.

### المقبرتان 3 و4

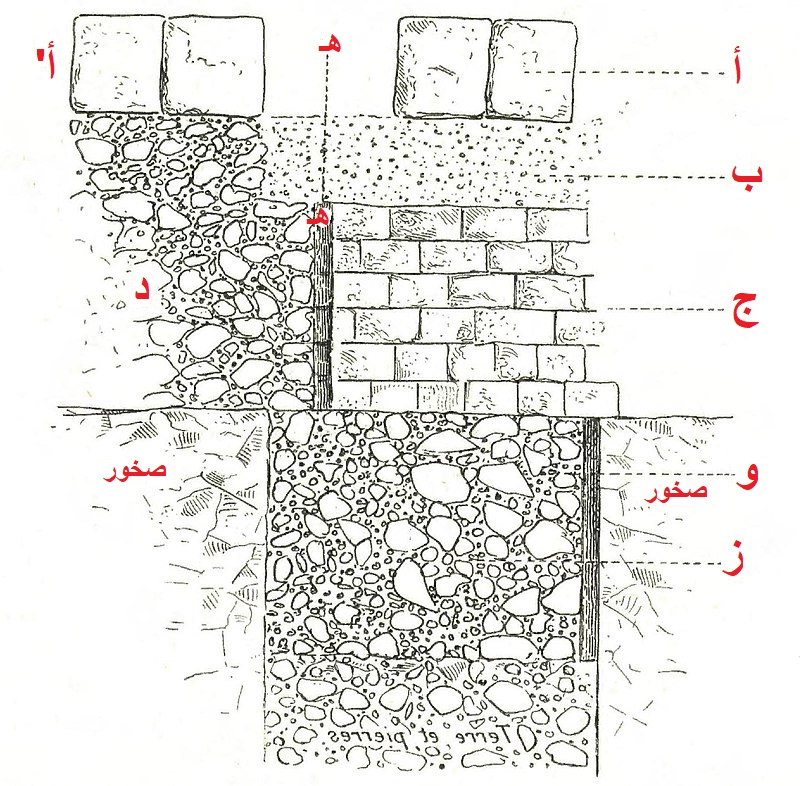
المقطع العرضي للمدخل العمودي للمقبرة 3: أ، أ': جدران من الكتل الكبيرة؛ ب: طبقة من الخرسانة؛ ج: غطاء المدخل؛ د: أساس الحجارة والأسمنت. هـ، و: قنوات رأسية تقطعها سماكة الغطاء وزاوية المدخل العمودي؛ ز: المواد التي تملأ الجزء العلوي من المدخل.

يقع مدخلا المقبرة 3 و4 غرب المقبرة 1 و2، بجوار الجدار الشمالي للحمامات الرومانية. يبلغ حجم فتحة المدخل العمودي للمقبرة 3 2.5 م × 3.3 م (8.2 ق × 10.8 ق)؛ وكان مغطى بطبقة ثقيلة من الأسمنت تغطي مساراً حجرياً مغلق بالرماد، ويتخلله عمودياً بالقرب من زاويته الجنوبية الغربية قناة مربعة بطول 30 سم (12 بوصة) تشبه في وظيفتها سرادب المصاطب المصرية. اجتازت قناة أخرى ذات حجم وشكل مماثل الطبقة العميقة من ردم المدخل، ولكن هذه القناة تحيط بالزاوية الشمالية الغربية للمدخل، وتمتد فقط إلى عمق 2 م (6.6 ق). والقناتان لا تتصلان ببعضهما. وقد نُحتت كوة في الجدار الشمالي بالقرب من أسفل المدخل.
تمتد حجرة الدفن الخاصة بالمقبرة 3 من الجدار الجنوبي للبئر، وقد أٌغلقت بجدار واحد غير مثبت. وهو ذو بناء مُتقن، وأرضيته مرصوفة وجدرانه منحوتة حتى السقف. لم تحتوي المقبرة 3 على تابوت حجري، بل عُثر بها على عدد من الأغراض الجنائزية ملقاة في طبقة من الطين يبلغ سمكها 70 سم (28 بوصة).
تقع المقبرة 4 إلى الشرق من المقبرة 3؛ على ارتفاع 5.75 م (18.9 ق)، فهي الأقل عمقاً بين جميع مقابر الجبانة. يبلغ قياس المدخل العمودي 3.05 م × 3.95 م (10.0 ق × 13.0 ق)؛ وكان جداره الجنوبي مغطى بجدار حجري بسمك 1 متر (3.3 قدم) وبدت غرفة الدفن سليمة، لكن المنقبين وجدوا أن ناووس الحجري الجيري قد فُتح وأُفرغ. عُثر على قناة عمودية، مماثلة لتلك الموجودة في المقبرة 3، في المقبرة 4. ويبدو أن هذه القنوات كانت عنصراً مميزاً في ممارسات جبيل الجنائزية. يقع تابوت المقبرة 4 في وسط غرفة الدفن المواجهة للمدخل، على غرار جميع التوابيت الأخرى الموجودة في المقابر التي فُحصت في الجبانة. وقد وضع البناؤون حجرين أدنى قاعدة التابوت لدعمه وتسويته على الأرضية المنحدرة.

### المقبرة 5 (مقبرة الملك أحيروم)
يعتبر الشكل نصف الدائري للمقبرة 5، المعروفة باسم مقبرة الملك أحيروم، فريداً من نوعه داخل الجبانة. وقد عُثر عليها نصف مملوءة بالطين وبداخلها ثلاثة أضرحة. تابوت عادي كبير قريب من الجدار، وتابوت أحيروم المنحوت بدقة في المنتصف، وتابوت أصغر حجماً. وهي تعد أيضاً المقبرة الوحيدة التي تحتوي على نقش داخل مدخلها العمودي. عُثر على هذا النقش الفينيقي، المسمى جرافيتي مقبرة جبيل ، على عمق 3 م (9.8 ق) على الجدار الجنوبي للمدخل؛ وهو يحذر اللصوص من دخول القبر. ترجم عالم النقوش الفرنسي رينيه ديسو النقش إلى «Avis, voici ta perte (est) ci-dessous» [احذر، ها هو هلاكك في الأسفل].
يقع مدخل مقبرة أحيروم في منتصف الطريق بين مجموعة المقابر الشمالية (المقابر 1 و2 و3 و4) والمجموعة الجنوبية (المقابر 6 و7 و8 و9). ويحيط به من الغرب جدار ذو مسارين وقواعد أعمدة كانت جزءاً من البنية الفوقية للمقبرة. وُجدت التربة أعلى المدخل مضغوطة للغاية؛ حيث عُثر على قناة مشابهة لتلك الموجودة في المقابر 3 و4 بقياس 2 م (6.6 ق) في الركن الشمالي الشرقي من المدخل. خُلطت الأجزاء المقولبة والألواح الرخامية والعديد من قطع الفخار، والتي كانت مختلفة بدرجة ملحوظة عن الأجزاء الخزفية التي جُمعت في المقابر الأخرى، مع الأرض المستخدمة لملء المدخل العمودي. نُحت مستويين من أربع فتحات مربعة على عمق 2.2 م (7.2 ق) و4.35 م (14.3 ق) على التوالي على الجدران الشرقية والغربية للمدخل. تُستخدم هذه الصفوف الأربعة من الفتحات لحمل صفين من العوارض الخشبية العمودية والأرضيات الممتدة على عرض المدخل. وفقاً لمونتيه، لم يأخذ بناة المقبرة في الاعتبار أن جثة الملك كانت محمية كفاية بألواح رصف سطح المدخل والجدار المبني عند مدخل الغرفة في منتصف الطريق أعلى المدخل، لذلك وضعوا عوارض خشبية كانت بمثابة العائق الثالث. لكن أزال اللصوص الرصف وحفروا الهياكل الخشبية. وعندما أفرغوا المدخل العمودي، لم يسعهم إغفال رؤية التعويذة التحذيرية وهم في طريقهم إلى المقبرة الملكية.

لم يُعثر على قطع فخارية إضافية أسفل فتحات العارضة، ولكن بالقرب من القاع، مقابل المدخل الشرقي لغرفة الدفن، جُمعت عدة أجزاء من مزهريات المرمر التي أُلقيت من الغرفة. وتحمل إحدى هذه القطع اسم رمسيس الثاني. ووجد المنقبون أن الجدار الذي كان يغلق حجرة الدفن قد انهار جزئياً، وكان محتوى الغرفة مبعثر ونصفها مملوء بالوحل. سقطت كتلة ضخمة من الصخور من القبو، واستقرت فوق تابوت أحيروم المزخرف الذي كان يحتل وسط الغرفة. نُهبت جميع التوابيت الحجرية الثلاثة وهي لا تحتوى سوى عظام بشرية.

### المقابر من 6 إلى 9

توابيت مستخرجة ويظهر في الخلفية حي جبيل الذي يعود للعصور الوسطى.

تقع هذه المجموعة من المقابر على بعد 50 م (160 ق) شرق منحدر الجبانة و30 م (98 ق) جنوب مدخل المقبرة 4؛ لقد بُنيت في جزء من التل يحتوي رواسب رسوبية ثقيلة. ومداخل هذه المقابر ليست محفوظة جيداً كمداخل المجموعة الأولى. كان مدخل المقبرة 8 لا يزال مغطى بطبقة من الرصيف، بينما فقدت المقبرتين 6 و7 معظم غطاء سطحهما. حُفرت غرف الدفن الخاصة بالمقابر 6 و7 و8 و9 بالكامل في تربة طينية. لذا تمكن لصوص المقابر على الحفر من مقبرة إلى أخرى عبر الطين اللين.
يعد المدخل العمودي للمقبرة 6 هو الأعمق بين جميع مداخل الجبانة. يدعم جدار حجري المدخل حتى عمق 6 م (20 ق)؛ وبعد هذا العمق، يستمر المدخل عبر التربة الموحلة، دون أي جدار داعم. سُرقت محتويات المقبرة 6 مثل بقية مجموعة المقابر، باستثناء عدد قليل من القطع الأثرية التي كانت موجودة داخل الغرفة وعند مدخلها. ولم يُعثر على أي توابيت حجرية داخل هذه المقبرة.
تحتوي المقبرة 7 على أكبر ممرات للدفن، حيث يبلغ طول كل جانب 5 م (16 ق). حُفرت غرفة المقبرة 7 كغرفة المقبرة 6 عبر الصخور الصلبة والطين السفلي، وكان ثلثيها مملوء بالطين والحصى. حتى أن الغطاء المحدب للتابوت الحجري كان يرتفع نتيجة طبقة الطين عند وقت التنقيب عنه. وُضع التابوت الحجري على طبقة من الرصيف الحجري، وكانت طبقات الحجر التي كانت في حالة محفوظة جيداً نسبياً تدعم جدران الغرفة. قُطع هيكل تابوت المقبرة 7 بخشونة وهو ذو شكل مستطيل بسيط. تبرز عروتان كبيرتان من كل طرف من أطراف الغطاء المقعر، وقد استُخدمتا، كتلك الموجودة في تابوت المقبرة 1، لرفع الغطاء الثقيل. تحتوي هذه المقبرة على عدد لا بأس به من القطع الأثرية والمجوهرات الثمينة التي يبدو أن اللصوص قد غفلوا عنها.
تتميز المقبرة 8 بفتحة على شكل شبه معين، والتي تتساوى في شكل مربع في الأسفل. وُجد أن الجدار الرقيق الذي يفصل بين المقبرة الثامنة والمقبرة 6 مثقوب في المنتصف، وافترض مونتيه أن ذلك كان نتيجة حادث حفر. ويصل المدخل أيضاً إلى طبقة الطين الموجودة أسفل الطبقة العليا من الصخور الصلبة، وعُثر على حجرة المقبرة مملوءة بالطين والحصى. وكانت للغرفة جدران داعمة، انهار معظمها، وغطت الأرض حصى صغيرة. عُثر على تابوت حجري بسيط وبضعة أجزاء من مزهريات مرمرية ومقتنيات خزفية أخرى في المقبرة. لكن لم يُعثر على أي قطع أثرية ثمينة، باستثناء رقائق الذهب التي اختلطت بالتربة الطينية للمقبرة.}}
يقطع مدخل المقبرة 9 العمودي 8 م (26 ق) من الصخور. لم يقتحم اللصوص الجدار الذي يغلق الغرفة، بل حفروا بدلاً من ذلك عبر طبقة الطين للوصول إلى غرف المقبرة 5 و8 و9. لقد انهار سقف المقبرة 9، ووُجدت مملوءة حتى حافتها بالطين وشظايا صخور السقف. وكانت أرضية الغرفة مغطاة بالحجارة، فيما كانت جدرانها متينة وفي حالة جيدة. وقد أفرغ اللصوص محتويات المقبرة بشكل شبه كامل باستثناء قطع المرمر والملاكيت والأواني الفخارية. كان من بين الاكتشافات قطع أثرية من الطين تحمل اسمي اثنين من ملوك جبيل، هما أبي (ربما اختصاراً لاسم) وأبيشيمو.

تخطيطات مونتي للمقابر الملكية
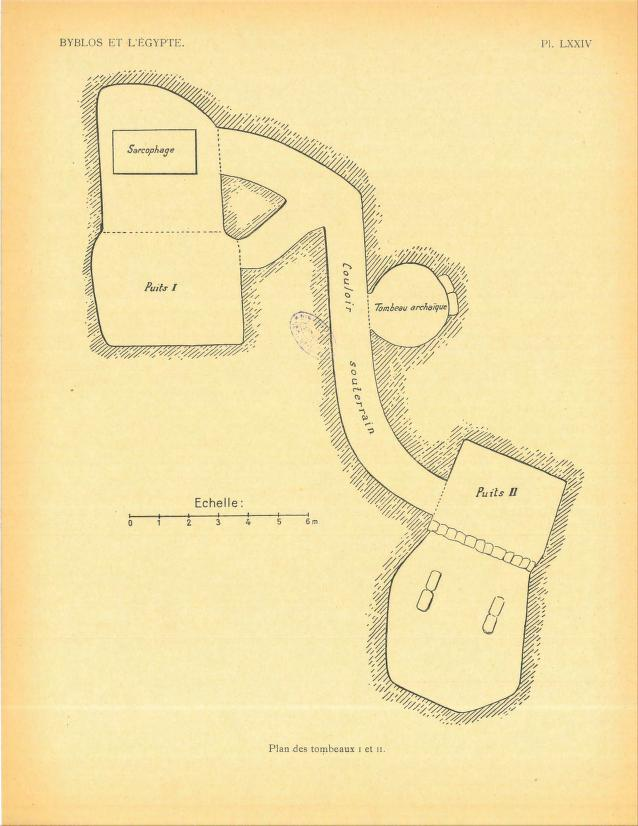
مخطط للمقبرتين 1 و2
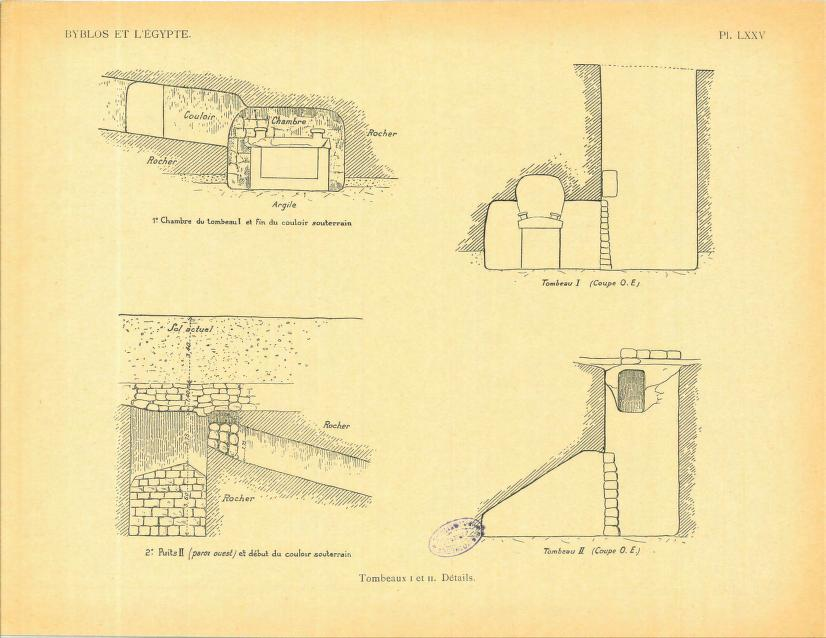
منظر مقطعي للمقبرتين 1 و2
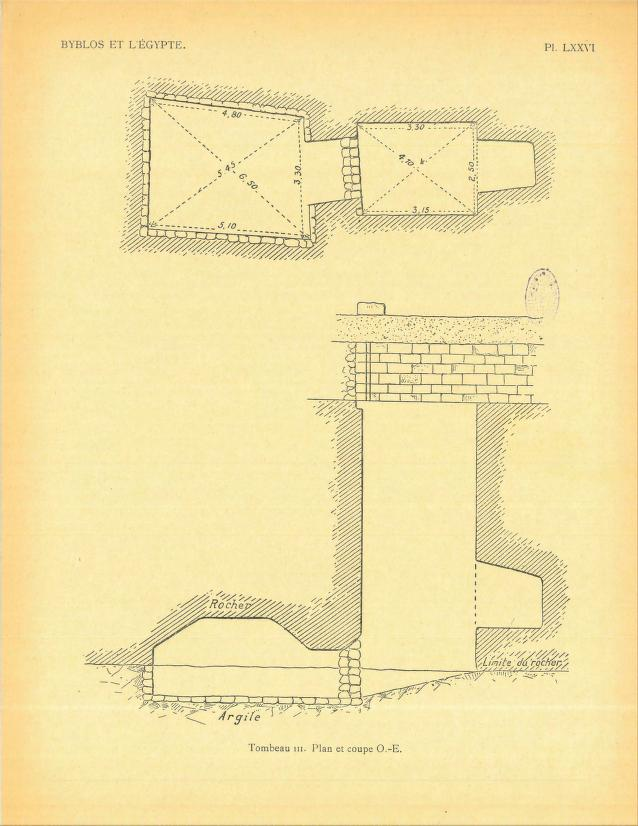
مخطط ومنظر مقطعي للمقبرة 3
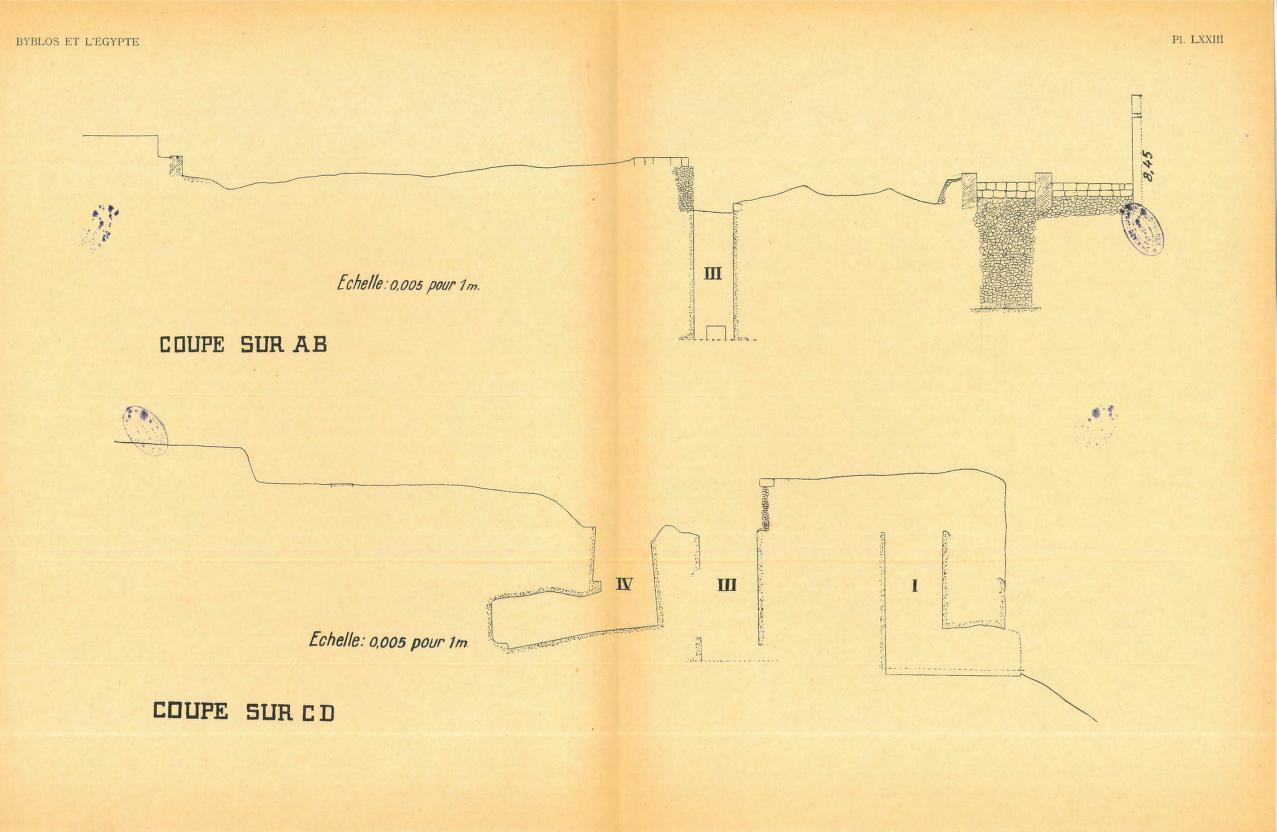
مخطط ومنظر مقطعي للمقابر 1 و3 و4
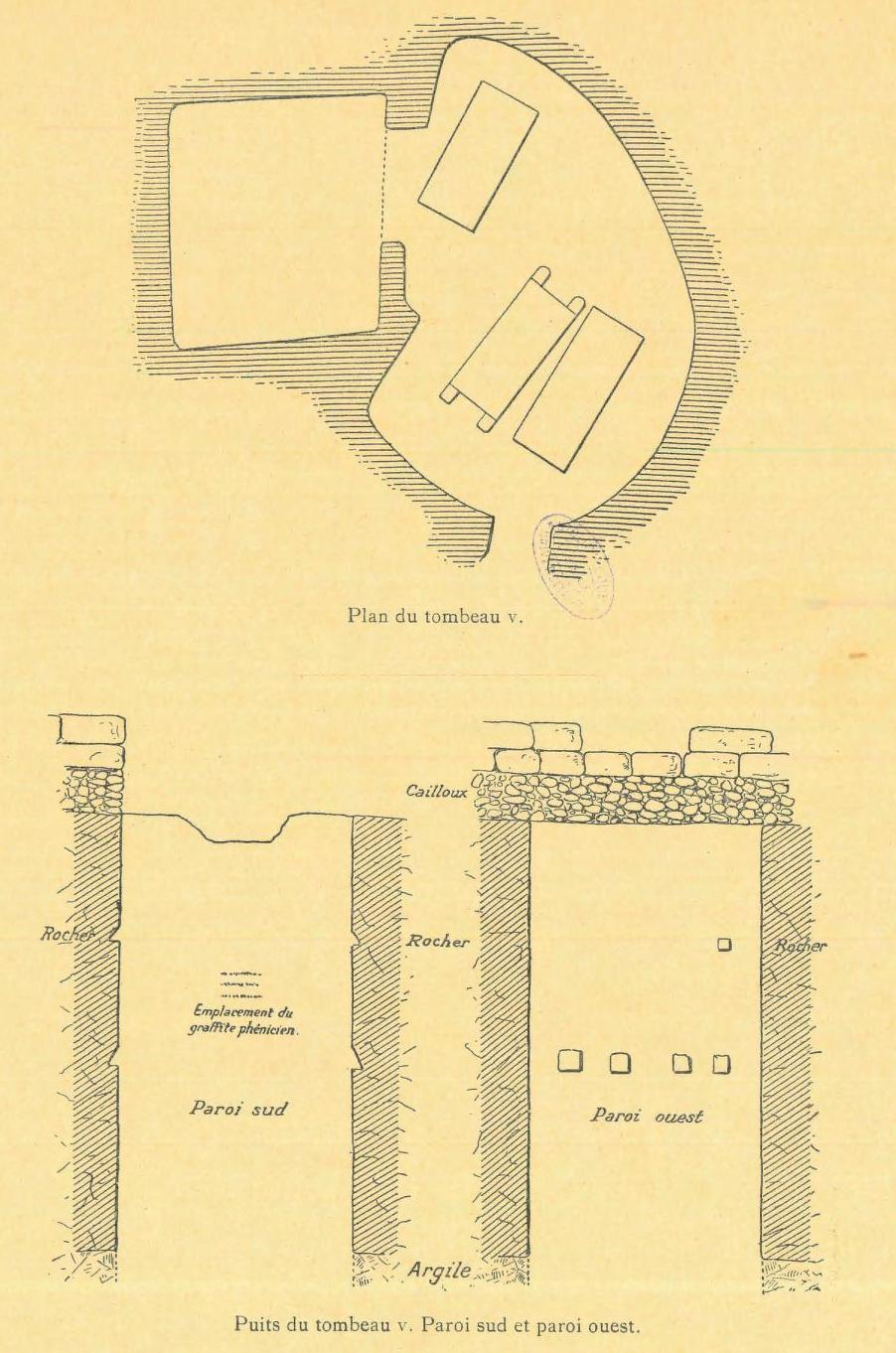
مخطط لمقبرة الملك أحيروم ومنظر مقطعي لمدخلها
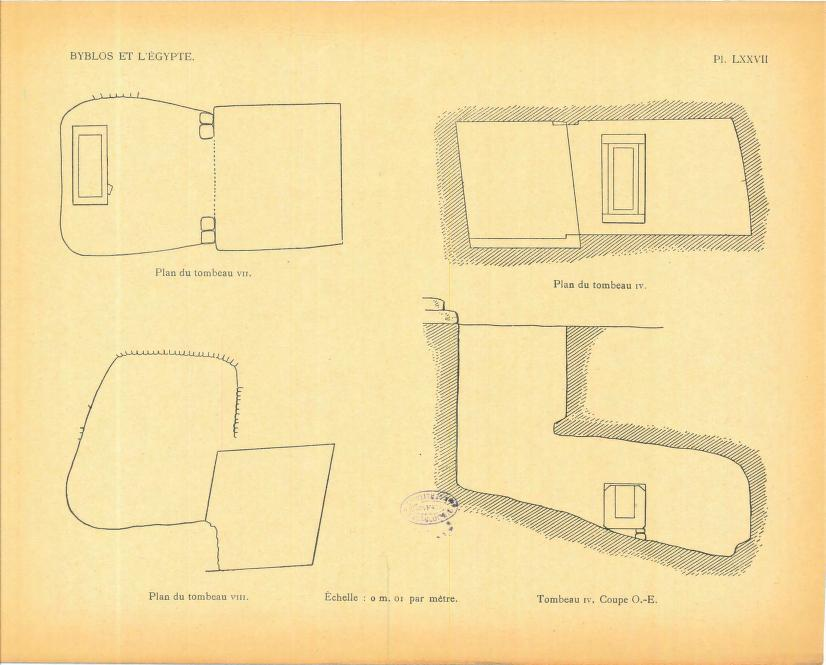
مخطط ومنظر مقطعي للمقابر 4 و7 و8

## الاكتشافات

### النواويس
عُثر على سبعة نواويس في مدافن جبيل الملكية في المجمل؛ ناووس واحد في كل من المقابر 1 و4 و7 و8 وثلاثة في مقبرة أحيروم (المقبرة 5). يُعتقد أن غرف الدفن الأخرى كانت تحتوي على توابيت خشبية تحللت مع مرور الزمن. تضم المقبرة 2 تابوتاً خشبياً متحللاً، مما خلف مجموعة كبيرة من المقتنيات ملقاة على أرضية حجرة الدفن.
نُحتت النواويس الموجودة في المقبرتين 1 و 4 من الحجر الجيري الأبيض الناعم من الجبال اللبنانية القريبة؛ جدران كلا الناووسين سميكة ومصقولة ببراعة بلا زخرفة. علاوة على ذلك، فإن النواويس الموجودة في المقابر 1 و4 و5 و7 تشترك في الشكل نفسه الذي يشبه النواويس الشائعة في مصر. لكن أحد الاختلافات هو أن أغطية هذه النواويس الجُبيلية بها عروات للغطاء مما يسمح للعمال بتحريكها. تشير هذه الميزات، إلى جانب عدد من محتويات المقابر بما في ذلك الأواني المرمرية ذات الشكل المماثل، إلى أن المجموعة بأكملها قد تُعزى إلى فترة زمنية محدودة.

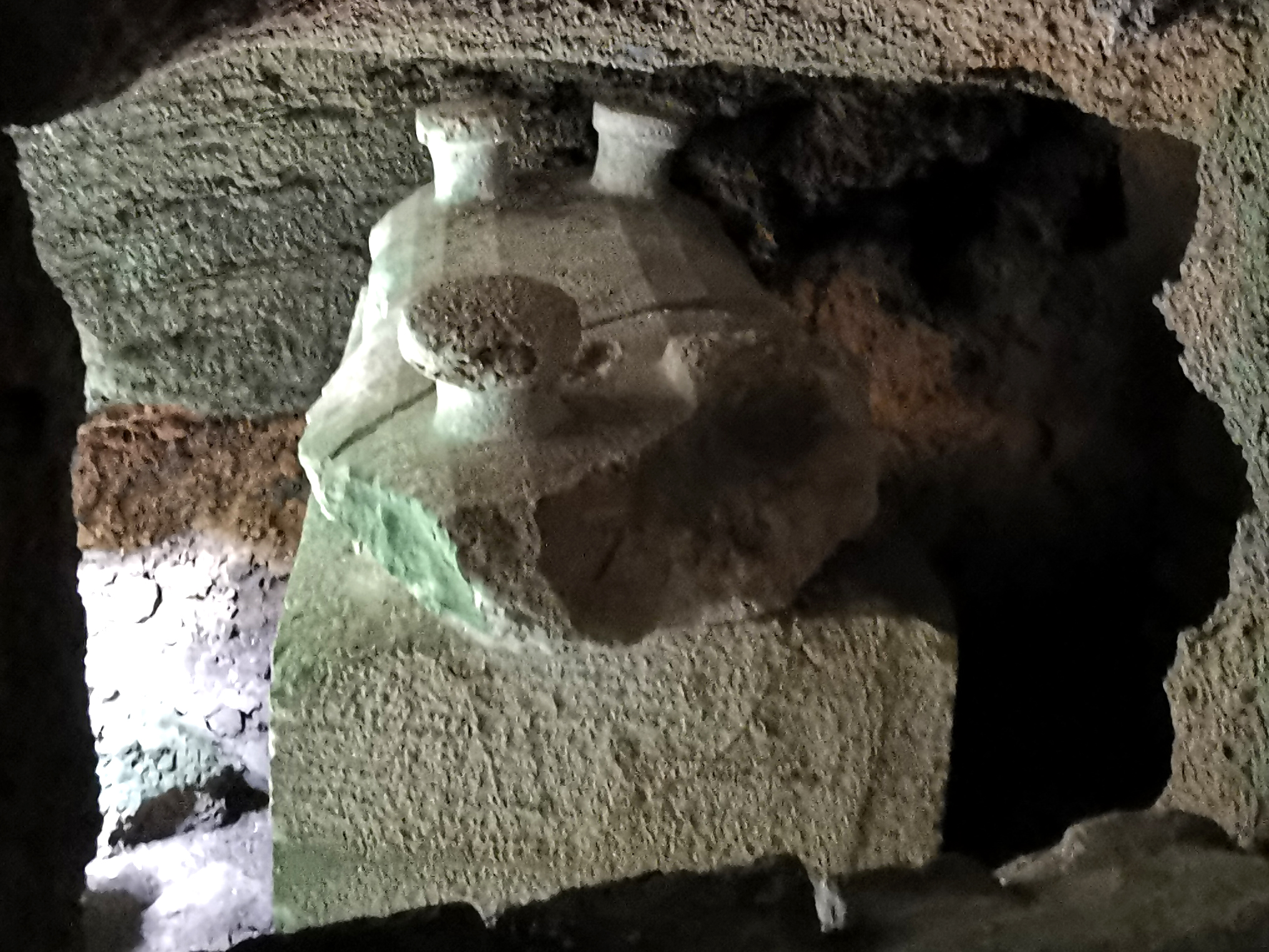
يتميز ناووس أبيشيمو بأخاديد طولية على غطائه

يبلغ حجم ناووس (المقبرة 1) 1.48 م × 2.82 م (4.9 ق × 9.3 ق)، ويبلغ ارتفاعه 1.68 م (5.5 ق). يبلغ سمك الجدران الجانبية للتابوت 35 سم (14 بوصة)؛ فيما يبلغ سمك الجزء السفلي من هيكل الناووس 44 سم (17 بوصة). شُطفت حافة غطاء ناووس المقبرة 1؛ وشُذبت من أسفلها لإدخالها بضعة سنتيمترات إلى هيكل الناووس. فيما يبدو الجزء الخلفي من الغطاء مستديراً ومخططاً بأخاديد طولية غير منتظمة الحجم والأخدود الوسطاني هو أوسعها. ويحيط به خمسة أخاديد أصغر على التوالي من كل جانب. تبرز ثلاث عروات بالتوالي من الجزء الخارجي للغطاء بالقرب من زواياه؛ انكسرت العروة الموجودة في الزاوية الشمالية الغربية وجزء كامل من الغطاء عند أسفل الناووس الذي فُتح في 26 فبراير 1922.
يبلغ حجم ناووس (المقبرة 4) 1.41 م × 3 م (4.6 ق × 9.8 ق) ويبلغ ارتفاعه 1.49 م (4.9 ق). يعتبر هيكل الناووس أكثر تطوراً بعض الشيء حيث أن كلا جانبيه الطويلين مشطوفان من الأعلى والأسفل. أما الجانبين القصيرين فيحتويان على نتوء يشبه المقعد عند القاعدة. تأكد مونتيه من أن الناووس كان بلا غطاء حجري أبداً؛ وعثر على آثار سوداء على حافة هيكل الناووس تثبت أنه كان مغطى بغطاء خشبي منحني.
استُخرجت نواويس المقابر 4 و5 و7 خلال البعثة الخامسة التي استمرت من 8 مارس 1926 حتى 26 يونيو 1926.

#### ناووس أحيروم
عُثر على ناووس أحيروم المصنوع من الحجر الرملي في المقبرة 5، وسمي «نقش أحيروم» لمنحوتاته البارزة، ونقشه الفينيقي الذي ينسبه إلى الملك أحيروم. يتألف النقش من 38 كلمة هو واحد من خمس نقوش ملكية جبيلية معروفة. وقد كُتب باللهجة الفينيقية القديمة، ويعتبر أقدم مثال معروف للأبجدية الفينيقية المتطورة بالكامل اكتُشف حتى الآن. يمثل نقش ناووس أحيروم بالنسبة لبعض العلماء، المرحلة النهائية لانتقال الأبجدية إلى أوروبا. يبلغ طول الناووس 3 م (9.8 ق) وعرضه 1.14 م (3.7 قدم) ويبلغ ارتفاعه 1.47 م (4.8 ق) بالغطاء.
يُحيط إفريز من زهور اللوتس المقلوبة بالجزء العلوي من هيكل الناووس. وتتعاقب الزهور بين براعم مغلقة ومتفتحة. يحيط شكل من الحبال السميكة بالجزء العلوي من مشهد النحت البارز الرئيسي، وتزين أعمدة الزاوية الجوانب الأربعة للناووس. ويرتكز هيكل الناووس على أربعة أسود في الجوانب الأربعة. تبرز رؤوس الأسود وأرجلها الأمامية خارج هيكل الناووس، بينما تظهر بقية أجساد الأسود في نقش بارز على الجانبين الطويلين.

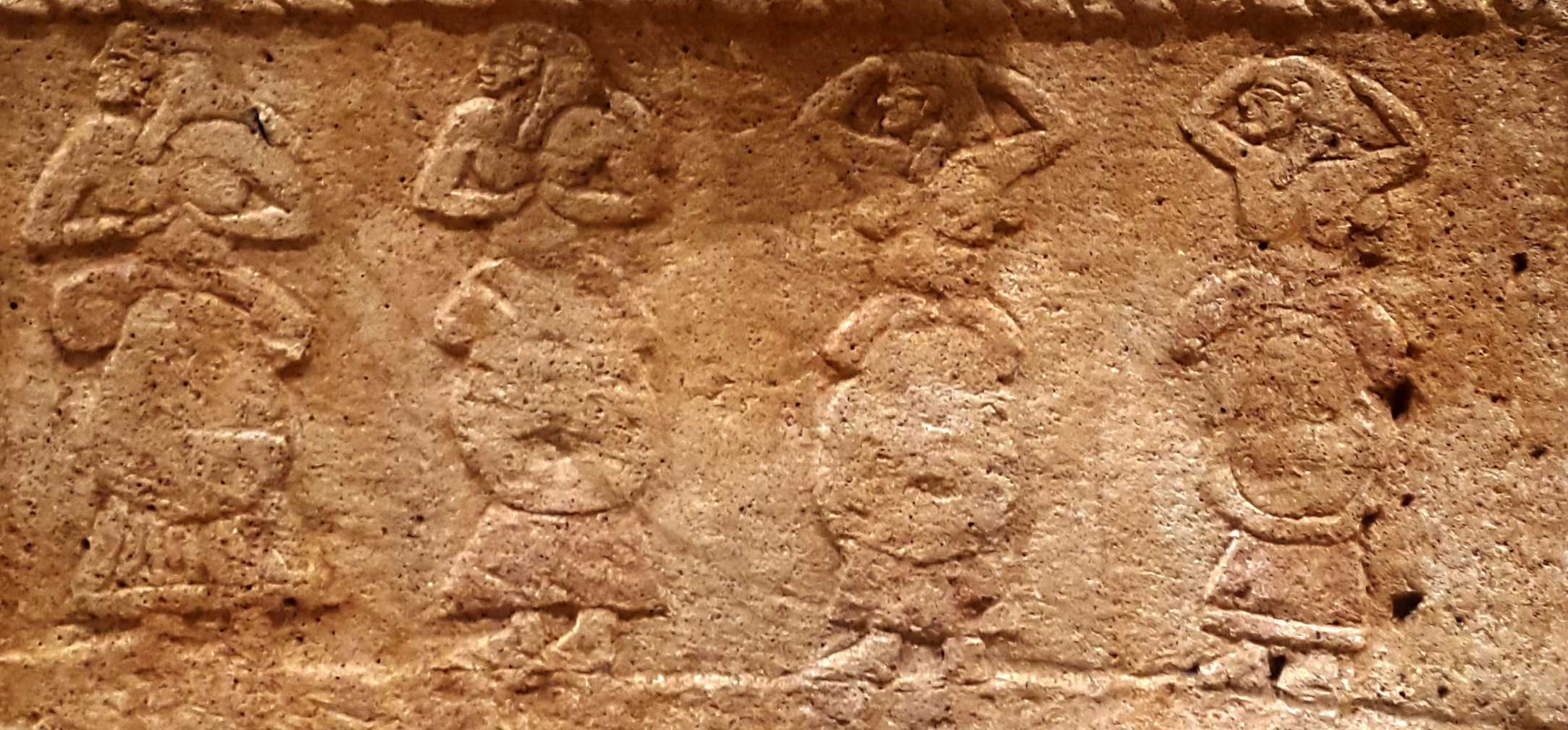
تفاصيل من ناووس أحيروم تظهر مجموعة من أربع نساء منتحبات.

يصور المشهد الرئيسي في مقدمة الناووس الملك جالساً على العرش وممسكاً بزهرة لوتس ذابلة. وتمتد أمام العرش مائدة زاخرة بالقرابين، يليها موكب من سبعة رجال. وهناك مشهدين لموكب جنائزي لأربع نساء على الجانبين الصغيرين من التابوت. اثنتان منهما عاريتين الصدر على كل جانب، فيما صُورت المرأتين الأخريين وهما تضربان رؤوسهما بأيديهما. يُظهر المشهد الموجود على الجانب الخلفي من التابوت موكباً من رجال ونساء يحملون القرابين.
غطاء الناووس محدب قليلاً، مثل أغطية النواويس المجاورة. وله عروة واحدة فقط في كل طرف، كلاهما على شكل رأس أسد. نُحت جسدا الأسدين بالنقش الغائر على الجزء المسطح من الغطاء. كما نُحت تمثالين مُلتحيين بطول 171 سم (5.61 ق) على جانبي الأسدين؛ أحد التمثالين يحمل زهرة لوتس ذابلة والآخر يحمل زهرة ناضرة. افترض مونتيه أنهما يمثلان الملك المتوفى. فسر عالم الآثار اللبناني وأمين المتحف موريس شهاب، الذي أثبت فيما بعد وجود آثار طلاء أحمر على الناووس، الشخصيتين على أنهما الملك المتوفى وابنه.
يتألف نقش الناووس من 38 كلمة موزعة على جزأين، أقصرهما موجود على الهيكل، في مساحة الشريط الضيق فوق صف زهور اللوتس. فيما نُحت النقش الأطول على الحافة الأمامية الطويلة للغطاء. وهو نقش تحذيري يستحضر المصائب على من يدنس المقبرة.

### المرفقات الجنائزية

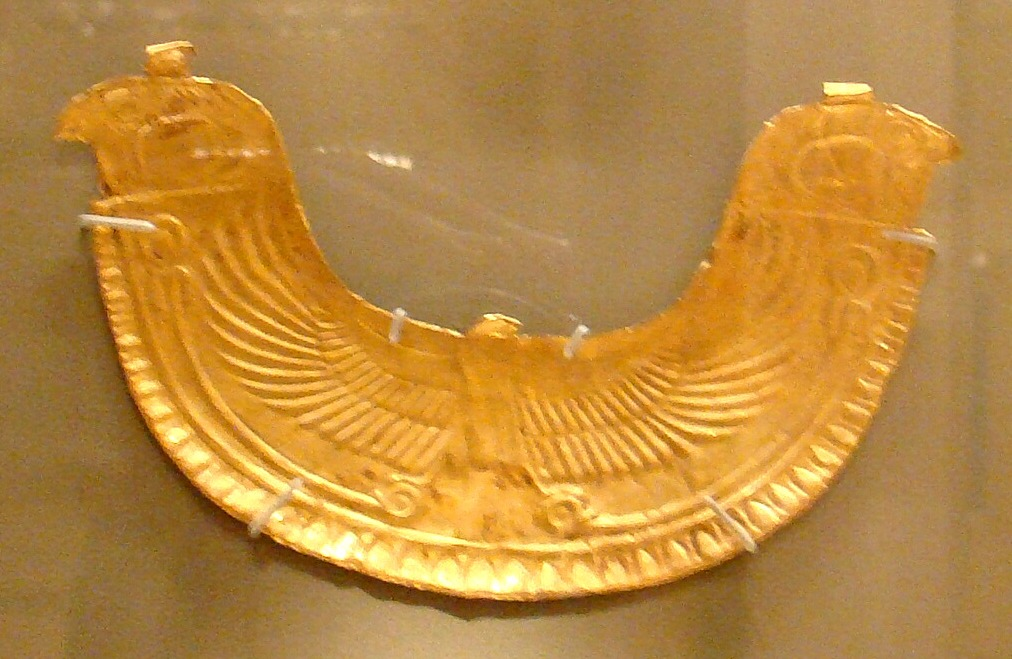
صدرية إيب-شيمو-أبي في متحف بيروت الوطني.

استُخرج أكثر من 260 قطعة أثرية من مدافن جبيل الملكية.

#### الهدايا الملكية المصرية
تحتوي المقبرة 1 على مزهرية من حجر السبج بارتفاع 12 سم (4.7 بوصة) وغطاء مرصع بالذهب، منقوش عليها اسم العرش لأمنمحات الثالث برموز هيروغليفية. تحتوي المقبرة أيضاً على مزهريتين من المرمر.
عُثر على هديتين ملكيتين مصريتين في المقبرة 2. الأولى عبارة عن صندوق مستطيل الشكل بطول 45 سم (18 بوصة) وغطاء مرصع بالذهب. يرتكز الصندوق على أربع أرجل، ويحمل غطاءه خرطوشاً هيروغليفياً مصرياً محفوظاً بعناية يحتوي على اسم أمنمحات الرابع وألقابه. ليس من الواضح ما هي محتويات الصندوق؛ فغالباً ما صورت أوعية ذات شكل مماثل على أفاريز المقابر المصرية وتسمى «بر عنتي» والتي تُترجم إلى «بيت البخور».
 أما الهدية الثانية فهي عبارة عن مزهرية حجرية نُحت عليها اسم أمنمحات الرابع؛ يقول الخرطوش: «عاش الإله الصالح، ابن رع، أمنمحات، الخالد».

#### المجوهرات والمقتنيات الثمينة
احتوت المقابر على ثروة من المجوهرات الملكية المصنوعة من الذهب والفضة والأحجار الكريمة، والتي يحمل بعضها تأثيراً مصرياً كبيراً. تحتوي كل من المقابر 1 و2 و3 على صدريات ذهبية منحوتة ذات تأثير مصري. تحتوي المقبرة 2 على صدرية ذهبية مرصعة بالأحجار الكريمة على الطراز المصري، منتجة محلياً، مع سلسلة وقلادة مجتزعة على شكل صدفة تحمل اسم الملك إيب-شيمو-آبي. عُثر على مرآتين فضيتين كبيرتين في المقبرتين 1 و2؛ تحتوي جميع المقابر الثلاثة على أساور وخواتم من الذهب والجمشت، وصنادل فضية، وأذرع خوبيش مزخرفة ومنحوتة بحرفية من البرونز والذهب. وتحمل خوبيش المقبرة 2 اسم مالكها الملك إيب-شيمو-آبي ووالده أبيشيمو. تشمل المرفقات الجنائزية الأخرى سكين فضي مزين بالنيلو والذهب، والعديد من الرماح البرونزية ثلاثية الرأس، ومزهريات فضية على شكل إبريق شاي مزخرفة بدقة وأواني أخرى مختلفة مصنوعة من الذهب والفضة والبرونز والمرمر والطين.
تحتوي المقبرة 1 على اكتشاف نادر ذو أهمية خاصة يتكون من جزء من مزهرية فضية ذات أنماط زخرفية حلزونية والتي شبهها خبير تاريخ الفن الفرنسي إدموند بوتييه بأباريق النبيذ الذهبية الموجودة في المقبرة الرابعة في ميسينا. تُظهر هذه المزهرية الفضية التأثير الفني لبحر إيجه على الفن الجبيلي المحلي أو يمكن أن تكون دليلاً على التجارة مع ميسينا.

## التأريخ الزمني
اعتقد الكاهن وعالم الآثار الفرنسي الأب لويس هيوغ فنسنت وعالم المصريات بيير مونتيه وغيرهم من العُلماء الأوائل أن المقابر تنتمي إلى ملوك جبيل خلال العصر البرونزي الأوسط والمتأخر، وذلك بناءً على خصائص القطع الفخارية المزخرفة.

#### المقابر 1 و2 و3
تعود المقابر الفخمة 1 و2 و3 إلى العصر البرونزي الأوسط، وتحديداً عهد الأسرة الثانية عشرة في المملكة الوسطى بمصر (القرن التاسع عشر قبل الميلاد) وفقاً لفيرولود ومونتيه. بنى مونتيه تأريخه على المرفقات الجنائزية والهدايا الملكية المصرية الموجودة في المقابر الثلاثة. ضمت المقبرة 1 جرة دهان نُقش عليها خرطوش أمنمحات الثالث، واحتوت المقبرة 2 على صندوق من حجر السج يحمل اسم ابنه وخليفته أمنمحات الرابع.

#### المقابر من 5 إلى 9
طابق مونتيه نمط القطع الفخارية التي اكتشفها في مدخل المقبرة 5 مع المزهريات التي عثر عليها عالم المصريات الإنجليزي فلندرز بيتري في أنقاض قصر أخناتون في العمارنة. يتميز كلاهما بشرائط كبيرة مطلية باللون البني أو الأسود، تقسم جسم الأواني إلى عدة أجزاء، يحتوي كل منها على خطوط عمودية وزخارف دائرية. علاوة على ذلك، فإن مقابض المزهرية الصغيرة لها الشكل نفسه. قادت هذه التشابهات مونتيه إلى استنتاج أن قطع الفخار الجبيلي كانت معاصرة للمملكة المصرية الحديثة (قرابة 1550 ق.م. - 1077 ق.م.).
أما المقابر الأخرى للمجموعة الثانية (المقابر من 6 إلى 9) فقد تعرضت جميعها للسرقة في العصور القديمة، مما يُصعب تأريخها الدقيق. تشير بعض العلامات إلى نطاق يمتد من نهاية العصر البرونزي الأوسط إلى العصر البرونزي المتأخر.

## ساكنوها

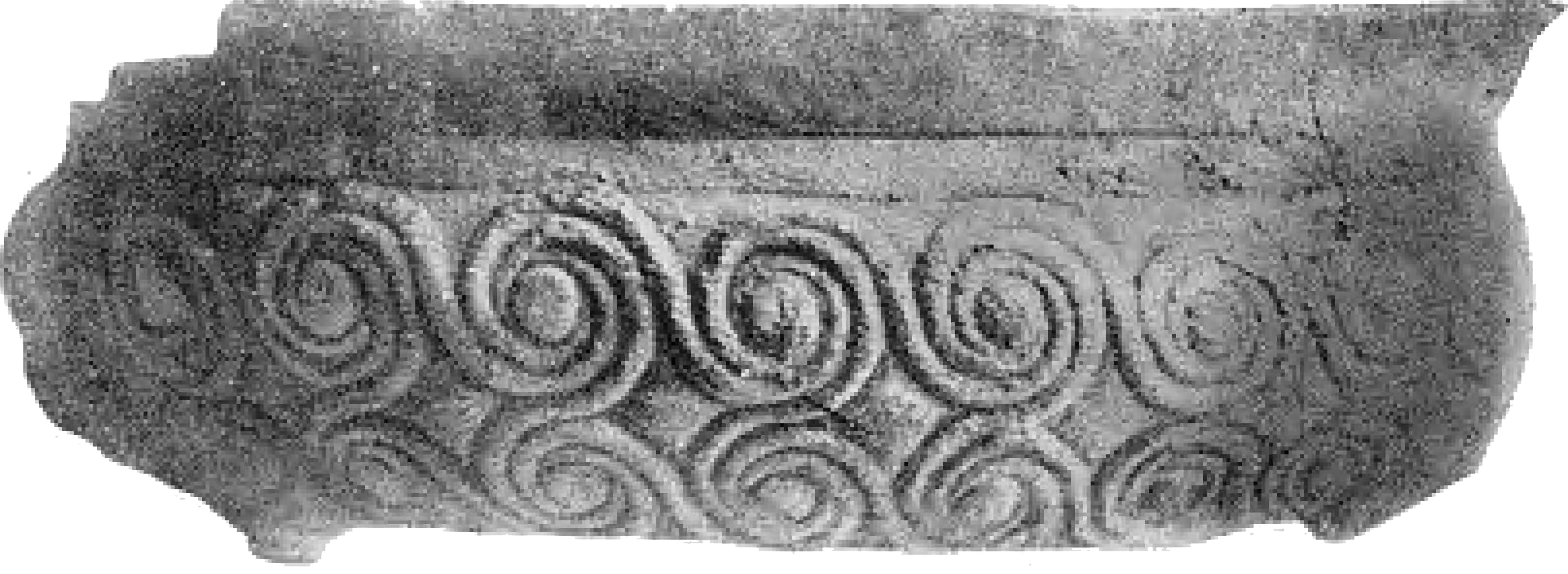
قطعة من مزهرية فضية من المقبرة 1.

لاحظ الباحثون -بعد خبير تاريخ الفن الفرنسي إدموند بوتييه- تشابه الأنماط الزخرفية الحلزونية الموجودة في المقبرة 1 مع تلك الموجودة في المقبرة 4 في ميسينا. عُرفت أسماء بعض شاغلي النواويس من الاكتشافات الأثرية. تعود المقبرة 1 إلى الملك أبيشيمو الذي تلقى هدايا من الفرعون أمنمحات الثالث، والمقبرة 2 مملوكة لابنه إيب-شيمو-آبي، الذي تلقى هدايا مماثلة من ابن أمنمحات الرابع. تشير هذه الهدايا إلى أن عهد أبيشيمو وإيب-شيمو-آبي كانا متزامنين مع عهد أواخر حكام الأسرة الثانية عشرة. نُقش أسماء كلا الملكين لجبيل على مجموعة الخوبيش الموجود في المقبرة 2. كان هناك ممر يربط حجرة المقبرة 1 بمدخل المقبرة 2. افترض مونتيه أن إيب-شيمو-آبي قد حفر هذا النفق ليظل على اتصال دائم مع والده.
اقترح مونتيه أن المقبرة 4 شُيدت لملك تابع من أصل مصري، والذي يعتقد أنه نُصب من قبل مصر، وبالتالي قطع سلسال الأسرة الجبلية. طُرحت هذه النظرية بناءً على اكتشاف مونتيه لجعران مصري منقوش عليه الاسم المصري مدجد-تبت-آتف.

ينتمي ناووس المقبرة 5 إلى أحيروم، وهو يتميز عن النواويس الأخرى بزخارفه ونقوشه الغنية. عُثر على ناووس أحيروم في غرفة المقبرة 5 مع ناووسين عاديين آخرين. ويحمل غطاء الناووس تماثيل للمتوفى وخليفته. يُحدد النقش الجنائزي للناووس أسماء الملك المتوفى وابنه وخليفته بلسي بعل (إيتو بعل).
كانت قطع الخزف التي عُثر عليها في المقبرة 9 تحمل اسم أبيشيمو مكتوب بالهيروغليفية المصرية. وهذا ما دفع العلماء إلى نسب الناووس إلى أبيشيمو، الشخص الثاني بهذا الاسم، والذي يحتمل أن يكون حفيد الأكبر. ويستند هذا الافتراض إلى العادة الفينيقية المتمثلة في تسمية الأمير على اسم جده.

## وظيفتها
شبه مونتيه مقابر جبيل بالمصاطب وأوضح أنه في النصوص الجنائزية المصرية القديمة، يُعتقد أن روح المتوفى تطير من غرفة الدفن، عبر المدخل العمودي الجنائزي، إلى المذبح الصغير الموجود على مستوى الأرض حيث يؤدي الكهنة مهامهم. وشبه النفق الذي يربط المقبرتين 1 و 2 بمقبرة إبي ابن زاو، أحد كبار المسؤولين المعاصرين للفرعون بيبي الثاني، الذي دفن في دير الجبراوي في نفس مقبرة والده. ترك إبي نقشاً يوضح بالتفصيل كيف اختار مشاركة مقبرة والده «ليسكن معه في نفس المكان».